# Sportler der letzten 70 Jahre (Schweiz)
Die Sportler der letzten 70 Jahre in der Schweiz wurden am 13. Dezember 2020 ausgezeichnet.
Aufgrund der COVID-19-Pandemie in der Schweiz fanden nur wenige Wettbewerbe statt. Deshalb wurden in diesem Jahr die besten Sportler der letzten 70 Jahre ausgezeichnet.
Der Blick organisierte daher eine eigenständige Wahl für die besten Sportler des Jahres 2020.

## Wahl
Bei dem besten Sportler und besten Sportlerin der letzten 70 Jahre traf die Sports Awards Academy eine Vorauswahl von sechs Sportler. Am Abend der Verleihung gab es ein Televoting. Die Stimmen der Academy und des Televotings zählten je zu 50 %.
Beim besten Team traf die Academy auch eine Vorauswahl und man konnte über die Webseite seine Stimmen abgeben.
Die zwei verbleibenden Kategorien wurden von der Academy gewählt.

## Sportler der letzten 70 Jahre
| Rang            | Sportler          | Sportart         | %       | Auszeichnungen                    | Profil | Erfolge |
| --------------- | ----------------- | ---------------- | ------- | --------------------------------- | ------ | --- |
| 1               | Roger Federer     | Tennis           | 49,14   | 9 (7 × Sportler; 2 × Team)        |        | 20 × Grand-Slam-Titel, 6 × Gewinner der ATP Finals, 310 Wochen an der Spitze der Weltrangliste |
| 2               | Dario Cologna     | Langlauf         | 12,18   | 2 (2009 Newcomer & 2013 Sportler) |        | 4 × Olympiagold, 4 × Gewinner der Tour de Ski, 4 × Gewinner Gesamt-Weltcup (2008/09, 2010/11, 2011/12, 2014/15)                                                                                        |
| 3               | Pirmin Zurbriggen | Ski Alpin        | 11,97   | 1 (1985)                          |        | Abfahrts-Olympiasieger 1988 in Calgary, 4 × Weltmeister (1985 in der Abfahrt und Kombination sowie 1987 im Super-G und Riesenslalom), 4 × Gewinner Gesamt-Weltcup (1983/84, 1986/87, 1987/88, 1989/90) |
| 4               | Bernhard Russi    | Ski Alpin        | 09,64   | 2 (1970 & 1972)                   |        | Abfahrt-Olympiasieger 1972 in Sapporo, 2 × Abfahrts-Weltmeister (1970 und 1972) |
| 5               | Werner Günthör    | Kugelstossen     | 08,69   | 3 (1986, 1987 & 1991)             |        | Olympiabronze 1988 in Seoul im Kugelstossen sowie 3 × Weltmeister (1987, 1991, 1993) und 1 × Europameister 1986                                                                                        |
| 6               | Simon Ammann      | Skispringen      | 08,38   | 2 (2002 & 2010)                   |        | 4 × Olympiagold (2002 und 2010 jeweils auf der Normal- und Grossschanze), Gewinner Gesamt-Weltcup 2009/10                                                                                              |
| Weitere Plätze: |                   |                  |         |                                   |        | |
| 7               | Didier Cuche      | Ski Alpin        | [ * 1 ] | 2 (2009 & 2011)                   |        | Keine Beschreibung für die Erfolge veröffentlicht |
| 8               | Nino Schurter     | Mountainbike     | [ * 1 ] | 1 (2018)                          |        | Keine Beschreibung für die Erfolge veröffentlicht |
| 9               | André Bucher      | 800-Meter-Lauf   | [ * 1 ] | 2 (2000 & 2001)                   |        | Keine Beschreibung für die Erfolge veröffentlicht |
| 10              | Fabian Cancellara | Strassenradsport | [ * 1 ] | 2 (2008 & 2016)                   |        | Keine Beschreibung für die Erfolge veröffentlicht |
| 11              | Clay Regazzoni    | Formel 1         | [ * 1 ] | 1 (1974)                          |        | Keine Beschreibung für die Erfolge veröffentlicht |
| 12              | Tony Rominger     | Strassenradsport | [ * 1 ] | 4 (1989, 1992, 1993 & 1994)       |        | Keine Beschreibung für die Erfolge veröffentlicht |
| 13              | Markus Ryffel     | Langstreckenlauf | [ * 1 ] | 1 (1978)                          |        | Keine Beschreibung für die Erfolge veröffentlicht |
| 14              | Donghua Li        | Kunstturnen      | [ * 1 ] | 2 (1995 & 1996)                   |        | Keine Beschreibung für die Erfolge veröffentlicht |
| 15              | Hugo Koblet       | Strassenradsport | [ * 1 ] | 1 (1951)                          |        | Keine Beschreibung für die Erfolge veröffentlicht |

Total: 46 Kandidaten

## Sportlerin der letzten 70 Jahre
| Rang            | Sportlerin          | Sportart          | %       | Auszeichnungen                      | Profil | Erfolge |
| --------------- | ------------------- | ----------------- | ------- | ----------------------------------- | ------ | --- |
| 1               | Vreni Schneider     | Ski Alpin         | 41,21   | 5 (1988, 1989, 1991, 1994 & 1995)   |        | 3 × Olympiagold (1988 im Slalom und Riesenslalom, 1994 im Slalom), 3 × Weltmeisterin (1987 und 1989 im Riesenslalom, 1991 im Slalom), 3 × Gewinn des Gesamtweltcups (1988/89, 1993/94, 1994/95) |
| 2               | Erika Hess          | Ski Alpin         | 15,92   | 1 (1982)                            |        | Olympiabronze 1980 (Slalom), 6 × Weltmeisterin (1982 im Riesenslalom, 1982 und 1987 im Slalom sowie 1982, 1985 und 1987 in der Kombination)                                                     |
| 3               | Simone Niggli-Luder | Orientierungslauf | 15,39   | 3 (2003, 2005 & 2007)               |        | 23 WM-Titel (zwischen 2001 und 2013), 9 × Gewinnerin des Gesamt-Weltcups (zwischen 2002 und 2013)                                                                                               |
| 4               | Ariella Kaeslin     | Kunstturnen       | 09,58   | 3 (2008, 2009 & 2010)               |        | WM-Silber 2009 (Sprung), EM-Gold 2009 (Sprung), EM-Bronze 2009 (Mehrkampf), EM-Bronze 2011 (Sprung)                                                                                             |
| 5               | Lise-Marie Morerod  | Ski Alpin         | 09,05   | 3 (1974, 1975 & 1977)               |        | WM-Silber 1978 (Riesenslalom), WM-Bronze 1974 (Slalom), Gewinnerin Gesamt-Weltcup 1976/77 |
| 6               | Denise Biellmann    | Eiskunstlauf      | 08,85   | 2 (1979 & 1981)                     |        | EM- und WM-Gold 1981 |
| Weitere Plätze: |                     |                   |         |                                     |        | |
| 7               | Daniela Ryf         | Triathlon         | [ * 1 ] | 2 (2015 & 2018)                     |        | Keine Beschreibung für die Erfolge veröffentlicht |
| 8               | Nicola Spirig       | Triathlon         | [ * 1 ] | 2 (2001 & 2012)                     |        | Keine Beschreibung für die Erfolge veröffentlicht |
| 9               | Meta Antenen        | Leichtathletik    | [ * 1 ] | 2 (1966 & 1971)                     |        | Keine Beschreibung für die Erfolge veröffentlicht |
| 10              | Mujinga Kambundji   | Leichtathletik    | [ * 1 ] | 1 (2019)                            |        | Keine Beschreibung für die Erfolge veröffentlicht |
| 11              | Giulia Steingruber  | Kunstturnen       | [ * 1 ] | 2 (2011 Newcomer & 2013 Sportlerin) |        | Keine Beschreibung für die Erfolge veröffentlicht |
| 12              | Maria Walliser      | Ski Alpin         | [ * 1 ] | 2 (1986 & 1987)                     |        | Keine Beschreibung für die Erfolge veröffentlicht |
| 13              | Natascha Badmann    | Triathlon         | [ * 1 ] | 2 (1998 & 2002)                     |        | Keine Beschreibung für die Erfolge veröffentlicht |
| 14              | Dominique Gisin     | Ski Alpin         | [ * 1 ] | 1 (2014)                            |        | Keine Beschreibung für die Erfolge veröffentlicht |
| 15              | Anita Weyermann     | Leichtathletik    | [ * 1 ] | 1 (1999)                            |        | Keine Beschreibung für die Erfolge veröffentlicht |

Total: 33 Kandidatinnen
Überraschenderweise wurde Martina Hingis Sportlerin des Jahres 1997 nicht nominiert. Ralph Stöckli, der Schweizer Olympiachef erklärt die nichtnominierung folgendermassen:

«Wir haben 2018 einen Ethikzusatz ins Wahlreglement der Sports Awards aufgenommen. Für die besondere Wahl dieses Jahres wandten wir diesen so an, dass Sportlerinnen und Sportler nicht zur Auswahl stehen, die in ihrer Karriere wegen Dopingvergehen gesperrt wurden. Schweren Herzens, was Martina Hingis betrifft. Im Wissen darum, was sie alles erreicht hat für den Schweizer Sport.»

## Team der letzten 70 Jahre
| Rang            | Team                                   | Sportart        | %       | Profil | Erfolge                         |
| --------------- | -------------------------------------- | --------------- | ------- | ------ | ------------------------------- |
| 1               | 2018 – Nationalmannschaft Männer       | Eishockey       | 31,00   |        | WM-Silber                       |
| 2               | 2019 – 4 × 100-m-Staffel Frauen        | Leichtathletik  | 19,00   |        | WM-Vierte und Schweizer Rekord  |
| 3               | 2014 – Davis Cup Team                  | Tennis          | 16,00   |        | Davis-Cup-Titel                 |
| 4               | 2016 – Leichtgewichts-Vierer Männer    | Rudern          | 12,00   |        | Olympiagold                     |
| 5               | 2018 – U-17 Nationalmannschaft Männer  | Fussball        | 10,65   |        | U17-Fussballweltmeister         |
| 6               | 2008 – Olympia-Doppel Federer/Wawrinka | Tennis          | 10,58   |        | Olympiagold Doppel              |
| Weitere Plätze: |                                        |                 |         |        |                                 |
| 7               | 2007 – Team Alinghi                    | Segeln          | [ * 1 ] |        | Gewinn des America’s Cup 2007   |
| 8               | 2013 – Nationalmannschaft Männer       | Eishockey       | [ * 1 ] |        | WM-Silber                       |
| 9               | 1952 – Mount-Everest Expedition        | Bergsteigen     | [ * 1 ] |        |                                 |
| 10              | 1972 – 4 × 10-km-Staffel               | Langlauf        | [ * 1 ] |        |                                 |
| 11              | 1985 – Weltcup-Team                    | Ski Alpin       | [ * 1 ] |        |                                 |
| 12              | 2003 – Team Alinghi                    | Segeln          | [ * 1 ] |        | Gewinn des America’s Cup 2003   |
| 13              | 1999 – Martin Laciga/Paul Laciga       | Beachvolleyball | [ * 1 ] |        |                                 |
| 14              | 2001 – Sauber-Petronas                 | Formel 1        | [ * 1 ] |        | Rang 4 in der Team-Wertung 2001 |
| 15              | 1970 – Nationalmannschaft              | Kunstturnen     | [ * 1 ] |        |                                 |

Total: 68 Kandidaten

## Paralympische/r Sportler/in der letzten 70 Jahre
| Rang            | Sportler/in         | Sportart             | %       | Auszeichnungen                                                   | Profil |
| --------------- | ------------------- | -------------------- | ------- | ---------------------------------------------------------------- | ------ |
| 1               | Heinz Frei          | Leichtathletik & Rad | 31,0    | 10 (1987, 1992, 1993, 1995, 1996, 1997, 1998, 1999, 2008 & 2009) |        |
| 2               | Edith Wolf-Hunkeler | Leichtathletik       | 18,1    | 7 (2001, 2002, 2003, 2005, 2006, 2007 & 2012)                    |        |
| 3               | Marcel Hug          | Leichtathletik       | 18,0    | 7 (2011, 2013, 2014, 2015, 2016, 2017 & 2004 Newcomer)           |        |
| Weitere Plätze: |                     |                      |         |                                                                  |        |
| 4               | Franz Nietlispach   | Leichtathletik       | [ * 2 ] | 4 (1988, 1990, 1991 & 1994)                                      |        |
| 5               | Manuela Schär       | Leichtathletik       | [ * 2 ] | 1 (2019)                                                         |        |
| 6               | Théo Gmür           | Ski Alpin            | [ * 2 ] | 1 (2018)                                                         |        |
| 7               | Christoph Kunz      | Ski Alpin            | [ * 2 ] | 1 (2010)                                                         |        |
| 8               | Urs Kolly           | Leichtathletik       | [ * 2 ] | 1 (2004)                                                         |        |
| 9               | Lukas Christen      | Leichtathletik       | [ * 2 ] | 1 (2004)                                                         |        |
| 10              | Nationalmannschaft  | Torball              | [ * 2 ] | 1 (1989)                                                         |        |

Total: 10 Kandidaten

## Trainer der letzten 70 Jahre
| Rang            | Trainer             | Sportart       | %       | Auszeichnungen  | Profil |
| --------------- | ------------------- | -------------- | ------- | --------------- | ------ |
| 1               | Jean-Pierre Egger   | Leichtathletik | 31,0    | 1 (1985)        |        |
| 2               | Karl Frehsner       | Ski Alpin      | 18,0    | 1 (1991)        |        |
| 3               | Arno Del Curto      | Eishockey      | 16,0    | 2 (2007 & 2011) |        |
| Weitere Plätze: |                     |                |         |                 |        |
| 4               | Severin Lüthi       | Tennis         | [ * 2 ] | 1 (2017)        |        |
| 5               | Patrick Fischer     | Eishockey      | [ * 2 ] | 1 (2018)        |        |
| 6               | Hansruedi Kunz      | Leichtathletik | [ * 2 ] | 1 (1983)        |        |
| 7               | Jakob Kuhn          | Fussball       | [ * 2 ] | 2 (2005 & 2006) |        |
| 8               | Adrian Rothenbühler | Leichtathletik | [ * 2 ] | 1 (2019)        |        |
| 9               | Berni Schödler      | Skispringen    | [ * 2 ] | 1 (2002)        |        |
| 10              | Roy Hodgson         | Fussball       | [ * 2 ] | 1 (1993)        |        |
| 11              | Ralph Krueger       | Eishockey      | [ * 2 ] | 1 (1998)        |        |
| 12              | Simon Schenk        | Eishockey      | [ * 2 ] | 1 (1990)        |        |
| 13              | Guri Hetland        | Skilanglauf    | [ * 2 ] | 1 (2014)        |        |
| 14              | Arno Ehret          | Handball       | [ * 2 ] | 1 (1989)        |        |
| 15              | Heinz Günthardt     | Tennis         | [ * 2 ] | 1 (1999)        |        |

Total: 34 Kandidaten